# Magnolia cararensis
Espèce
Synonymes
- Dugandiodendron  cararense Lozano

Statut de conservation UICN

 CR B1ab(iii,v)+2ab(iii,v) : 
En danger critique
Magnolia cararensis est une espèce de plantes à fleurs de la famille des Magnoliacées. C'est un arbre endémique de Colombie.

## Description
C'est un arbre.